# Rosa woodsii
Espèce
Rosa woodsii, le Rosier de Woods, est une espèce de plantes à fleurs de la famille des Rosaceae. C'est un rosier classé dans la section des Cinnamomeae, originaire de l'Ouest de l'Amérique du Nord depuis l'Alaska et la Colombie-Britannique au nord jusqu'au Nord du Mexique vers le sud.
L'espèce est dédiée à Joseph Woods (1776-1864), botaniste anglais qui étudia les rosiers et publia notamment Synopsis of the British Species of Rosa en 1818.
Il en existe trois variétés :
- Rosa woodsii var. woodsii, le type de l'espèce, introduit en 1880
- Rosa woodsii var. fendleri (Crép.) Rehder, la variété cultivée
- Rosa woodsii var. ultramontana (S.Watson) Jeps.,

## Synonymes
- Rosa fendleri Crép.
- Rosa californica Watson.
- Rosa macounii Greene
- Rosa chrysocarpa Rydb.

## Description
C'est un arbrisseau sarmenteux pouvant atteindre deux mètres de long et formant des fourrés denses. Les tiges à l'écorce sillonnée rouge-brun sont munies de nombreux aiguillons.
Les feuilles caduques, alternes, sont imparipennées et comprennent de 5 à 7, parfois jusqu'à 11 folioles elliptiques de 1 à 1,5 cm de long.
Les fleurs, qui apparaissent en juin juillet sont simples, solitaires ou groupées en corymbes, petites, de 1 à 3 cm de diamètre, de couleur rose et très parfumées. Les fruits globuleux à ovoïdes, rouges à maturité, ont 8 à 10 mm de diamètre et jusqu'à 2 cm de long.

## Utilisation
Rosa woodsii var. fendleri est cultivé ainsi que Rosa macounii qui pour certains est une variété de Rosa woodsii à fruits aplatis, pour d'autres une espèce. Rosa macounii a été introduite en culture dès 1826